# ルームメイト (韓国のテレビ番組)
『ルームメイト』（朝鮮語: 룸메이트、英語: Roommate）は、SBSの番組『日曜日は楽しい（일요일이 좋다）』の一部として放送されていた、韓国のリアリティ番組。2014年4月20日から放送される予定であったが、セウォル号沈没事故の影響で延期され、5月4日に初回が放送された。11人のスターたちが、シェアハウスで、台所、居間、洗濯場などを公共的空間として共有し、家事負担も分担して共同生活を送る。この家には、60台のカメラが配置され、寝室は5部屋あった。
最初に登場した11人のうち6人は、第1シーズンが終了した2014年9月14日の時点でこの家を去った。9月21日から新たにスタートした第2シーズンでは、新たに7人のルームメイトが加わった。『K-POPスター（K팝스타）』が『日曜日は楽しい』に復帰したのを受け、2014年11月25日から『ルームメイト』は、独立した番組として火曜日の午後11時15分に放送されるようになった 。第2シーズンは、低視聴率のために打ち切りとなり、2015年4月14日に最終回が放送された。今後、第3シーズンが制作されることはないと発表されている。

## 出演者
| 氏名                      | 職業                               | 誕生日                 | 部屋      | 以前の居住形態           | シーズン |
| ------------------------- | ---------------------------------- | ---------------------- | --------- | ------------------------ | -------- |
| パク・ボム (2NE1)         | 歌手                               | 1984年3月24日（41歳）  | 1         | ひとり暮らし             | 1のみ    |
| イ・ソラ                  | モデル/司会者 ラジオパーソナリティ | 1969年11月4日（55歳）  | 1         | ひとり暮らし（20年間）   | 1のみ    |
| ソン・ガヨン              | 総合格闘家                         | 1994年12月28日（30歳） | 1         | ひとり暮らし             | 1のみ    |
| シン・ソンウ              | 歌手/俳優                          | 1968年7月26日（56歳）  | 4         | ひとり暮らし（30年間）   | 1のみ    |
| ホン・スヒョン            | 女優                               | 1981年2月15日（44歳）  | 3         | 両親と同居               | 1のみ    |
| パク・チャンヨル (EXO)    | 歌手/ラッパー/俳優                 | 1992年11月27日（32歳） | 4         | グループのメンバーと同居 | 1のみ    |
| イ・ドンウク              | 俳優                               | 1981年11月6日（43歳）  | 2 ➡ 5 ➡ 3 | 両親と同居               | 1 & 2    |
| ジョ・セホ                | コメディアン/俳優                  | 1982年8月9日（42歳）   | 2 ➡ 5 ➡ 3 | 友人と同居               | 1 & 2    |
| パク・ミヌ                | 俳優                               | 1988年3月22日（37歳）  | 5 ➡ 2 ➡ 3 | ひとり暮らし             | 1 & 2    |
| ソ・ガンジュン (5urprise) | 俳優/歌手                          | 1993年10月12日（31歳） | 5 ➡ 2 ➡ 5 | グループのメンバーと同居 | 1 & 2    |
| ナナ (AFTERSCHOOL)        | 歌手/モデル                        | 1991年9月14日（33歳）  | 3 ➡ 1     |                          | 1 & 2    |
| ジャクソン・ワン (GOT7)   | 歌手/ラッパー                      | 1994年3月28日（31歳）  | 5         |                          | 2のみ    |
| ペ・ジョンオク            | 女優                               | 1964年5月13日（61歳）  | 4         | ひとり暮らし             | 2のみ    |
| サニー (少女時代)         | 歌手/女優/ラジオDJ                 | 1989年5月15日（36歳）  | 4         | グループのメンバーと同居 | 2のみ    |
| ホ・ヨンジ (KARA)         | 歌手                               | 1994年8月30日（30歳）  | 1         | 両親と同居               | 2のみ    |
| イ・グクジュ              | コメディアン                       | 1986年1月5日（39歳）   | 1         | 家族と同居               | 2のみ    |
| 大谷亮平                  | 日本人の俳優/モデル                | 1980年10月1日（44歳）  | 2         | ひとり暮らし             | 2のみ    |
| パク・ジュンヒョン (god)  | 歌手/俳優                          | 1969年7月20日（55歳）  | 2         | グループのメンバーと同居 | 2のみ    |